# 賈斯珀角
賈斯珀角（英語：Jasper Point），是南極洲的海岬，位於南設得蘭群島的喬治王島，處於菲爾德斯半島，是諾爾馬灣東北面入口處，現時由南極條約體系管理。